# Matrícula de mar
La matrícula de mar fue una forma de reclutamiento  de jóvenes para la marina de guerra de España que estuvo vigente desde 1737 hasta 1873. Al igual que el sistema de quintas del Ejército, fue objeto de un continuado y radical rechazo por parte de las clases populares, que eran quienes la sufrían, dando lugar a algaradas y motines, hasta que la Asamblea Nacional de la Primera República española la suprimió.
Desde 1748 fue un requisito imprescindible para poder ejercer algún oficio relacionado con el mar por lo que no había voluntariedad. Los hijos de pescadores, de estibadores, de marineros, de trabajadores de los astilleros, etc. si querían seguir los pasos de sus padres estaban obligados a «matricularse».

## Historia
El proyecto de reorganización de la Armada por parte del rey Felipe V se encontró con el problema de la falta de hombres que voluntariamente quisieran formar parte de las tripulaciones de los navíos de guerra (y también de artesanos relacionados con la construcción naval). Para hacerle frente los ministros de Felipe V se propusieron crear una «reserva» de gente de mar en la que los que se inscribieran gozarían de un fuero especial, estarían exentos de quintas y de cargas municipales, y además tendrían el monopolio de las actividades pesqueras y mercantes tanto de cabotaje como de altura.
El primer intento fue obra del ministro José Patiño que en 1726 intentó extender a toda España el reglamento que la Diputación de Guipúzcoa había aprobado ocho años antes y que limitaba «el ejercicio de los oficios del mar a los inscritos en los libros de la cofradía de mareantes». Sin embargo, hubo que esperar a la Real Orden de 18 de octubre de 1737, redactada por el marqués de la Ensenada, para poner en marcha la matrícula de mar, a la que siguieron una larga serie de órdenes y decretos. Durante el reinado de Carlos III el número de «matriculados» se duplicó pasando de 24 312 en 1759 a 51 381 en 1786.
Entre los «matriculados» se escogían, por turno, los tripulantes de los navíos de guerra que debían prestar servicio durante seis años ―quedando sometidos a la jurisdicción militar de la Armada―, tras los cuales eran licenciados. Pero, como ha destacado José Cepeda Gómez, «esta teoría distaba de la dura realidad: ni se respetaban los turnos, ni se licenciaba a su tiempo a los embarcados, eran mal tratados en los buques, los agentes de la matrícula de mar eran venales e injustos como los reclutadores de soldados para los reales ejércitos y nadie se cuidaba de ayudar al pobre marinero una vez licenciado tras años de servicio al rey».